# Balga
Balga oder Honeda (russisch Бальга oder Bal'ga, polnisch Bałga) ist der Name einer Burg und ehemals eigenständigen Ortschaft in der russischen Exklave Oblast Kaliningrad (Königsberg, bis 1945 zu Ostpreußen gehörig).
Das zugehörige, in unmittelbarer Nähe der Burg gelegene gleichnamige Dorf wurde nach 1945 in Wesjoloje umbenannt und gehörte zu Pjatidoroschnoje (Bladiau) im Rajon Bagrationowsk (Preußisch Eylau). Spätestens seit den 1980er Jahren ist es keine eigenständige Ortschaft mehr.

## Geographische Lage
Balga liegt in der historischen Region Ostpreußen, auf einer diluvialen Halbinsel, die in der Nähe der Stadt Mamonowo (Heiligenbeil), etwa 30 Kilometer südwestlich von Kaliningrad (Königsberg), zungenförmig in das Frische Haff hineinragt.

## Geschichte

### Burg und Dorf seit dem Mittelalter

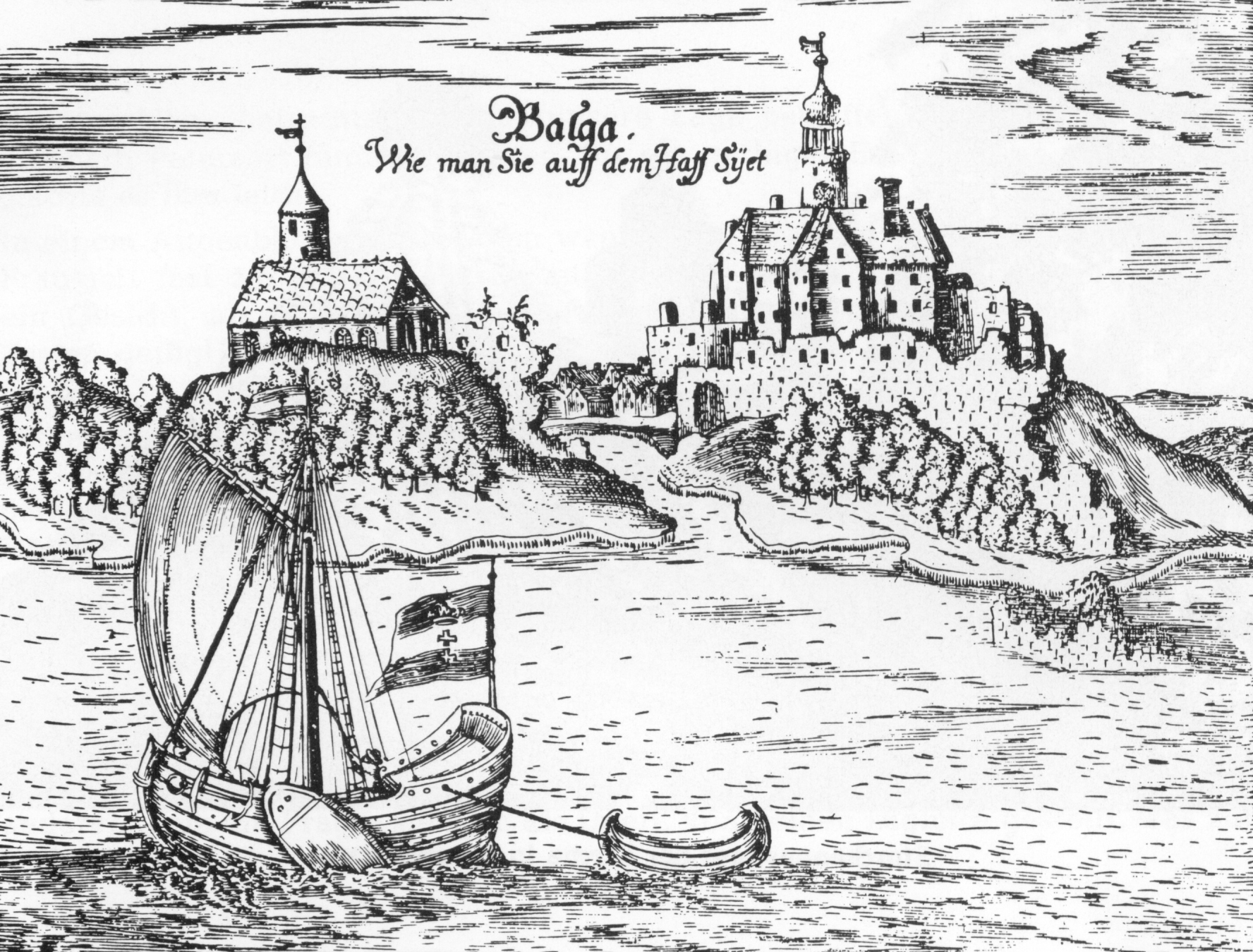
Burg Balga, 17. Jahrhundert, vom Frischen Haff aus gesehen

Burganlage Balga, am Frischen Haff, Schloss und Lage der lange Zeit am besten erhaltenen Vorburg

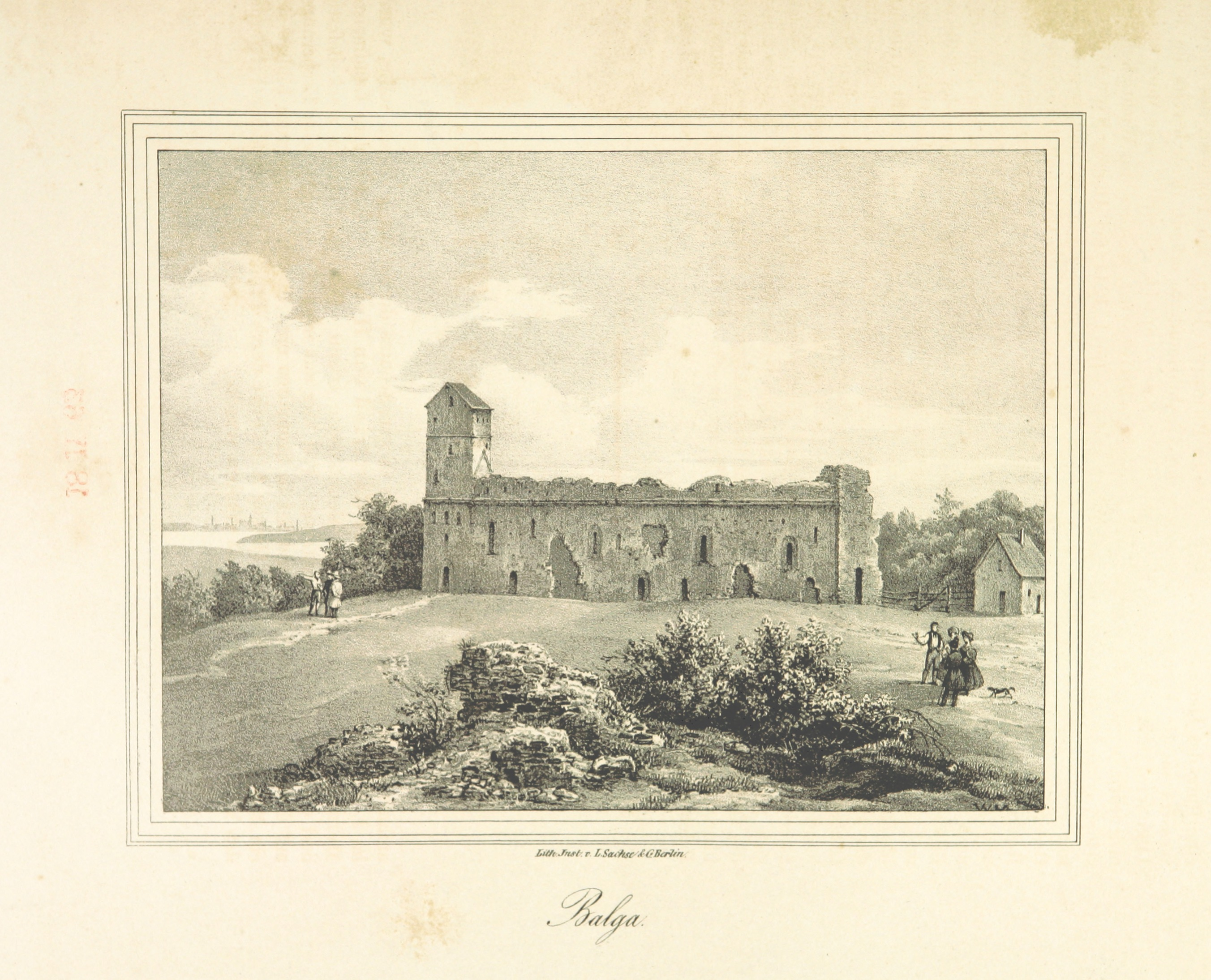
Ruine des Schlosses Balga um 1833

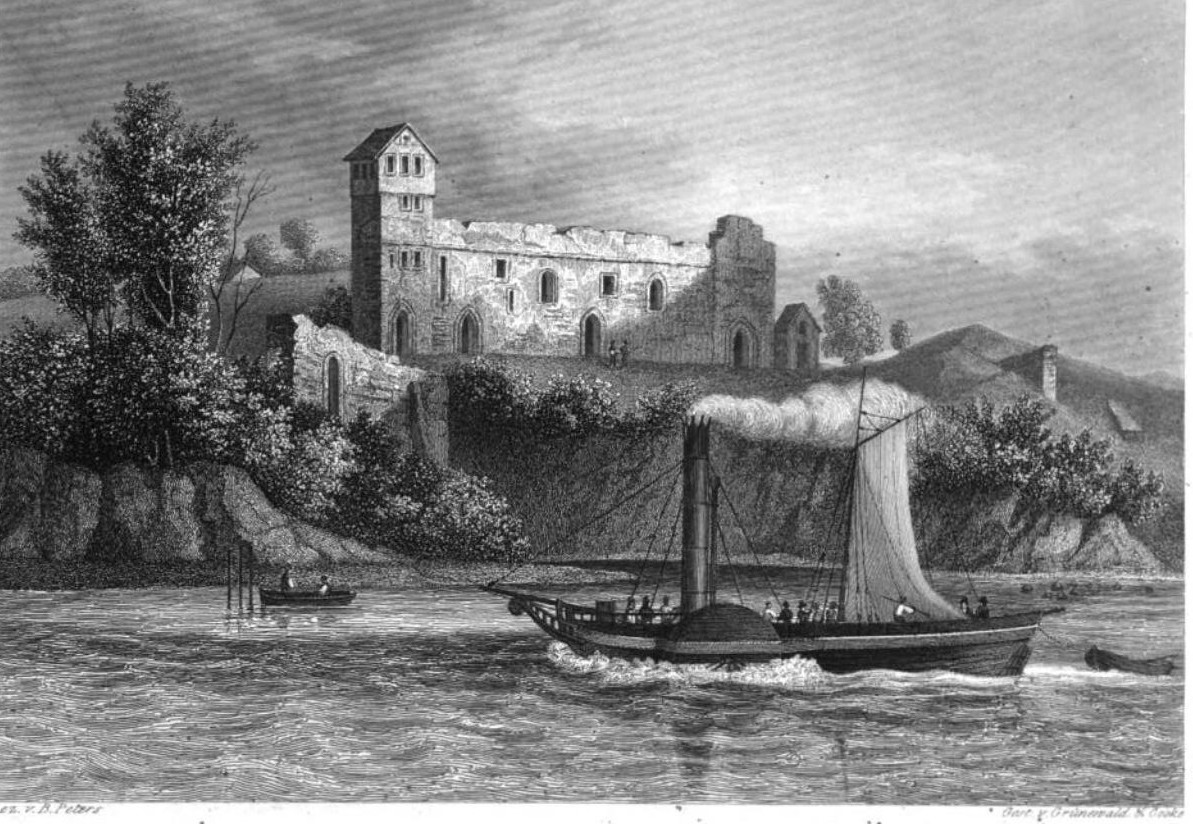
Ruine der Burg Balga um etwa 1840 (Stahlstich nach einer Zeichnung von B. Peters)

Balga bei Heiligenbeil, auf der Westseite einer in das Frische Haff hineinragenden Landzunge, nordöstlich von Elbing und südwestlich von Königsberg i. Pr., auf einer Landkarte von 1910

Der Marktflecken ist nach der prußischen Burg (pr. balgnan = Sattel) benannt, die 1239 im Zuge der Christianisierung vom Deutschen Orden eingenommen und dann ausgebaut und befestigt wurde. Der parallel gebrauchte Name Wuntenowe bezieht sich auf die Lage am Wasser (altpreussisch: undan, wundan). Hieraus entwickelte sich die deutsche Bezeichnung Honede/Honeda.
Während des Kreuzzugs der Deutschordensritter gegen die Prußen, der deren Christianisierung zum Ziel hatte, hatte bereits 1238 Markgraf Heinrich von Meißen mit zwei Schiffsmannschaften versucht, die prußische Burg Balga einzunehmen, war jedoch gescheitert. 1239 wurde die Burg jedoch unter dem Ordensmarschall Dietrich von Bernheim eingenommen und konnte mit Hilfe Herzog Ottos von Braunschweig auch gehalten werden. Die Burg, die auf einer sattelförmigen Anhöhe liegt, wurde dann zur Festung des Deutschen Ordens ausgebaut. Sie war die älteste Ordensburg des Deutschordensstaats auf dem Gebiet der heutigen russischen Exklave Kaliningrad. Sie war von 1250 bis 1499 Sitz des Komturs der Kommende Balga und eines Ordenskonvents und spielte wegen ihrer Lage direkt am Frischen Haff eine wichtige Rolle zur Kontrolle des Schiffsverkehrs auf dem Haff. Die Kommende Balga grenzte in älterer Zeit an den Gau Barten. Von der Burg Balga aus wurden die prußischen Stammesgebiete Warmia und Natangen erobert.
Als Bischof Georg von Polenz dem Herzog Albrecht von Preußen das Samland übergab, wurde der Bischof auf Lebenszeit mit dem Amt Balga ausgestattet, das früher ein Hauptamt gewesen war; im Schloss Balga lebte er von 1526 bis 1550 gelegentlich. In seiner Zeit begann der Verfall der Burg. Im Zeitraum von 1525 bis 1752 wohnten in der Burg Amtshauptleute bzw. Amtsverweser und deren Amtsschreiber, die das Hauptamt Balga verwalteten. Im 17. Jahrhundert war das Haupthaus bereits stark verfallen.

Ruine der Burg Balga um 1931
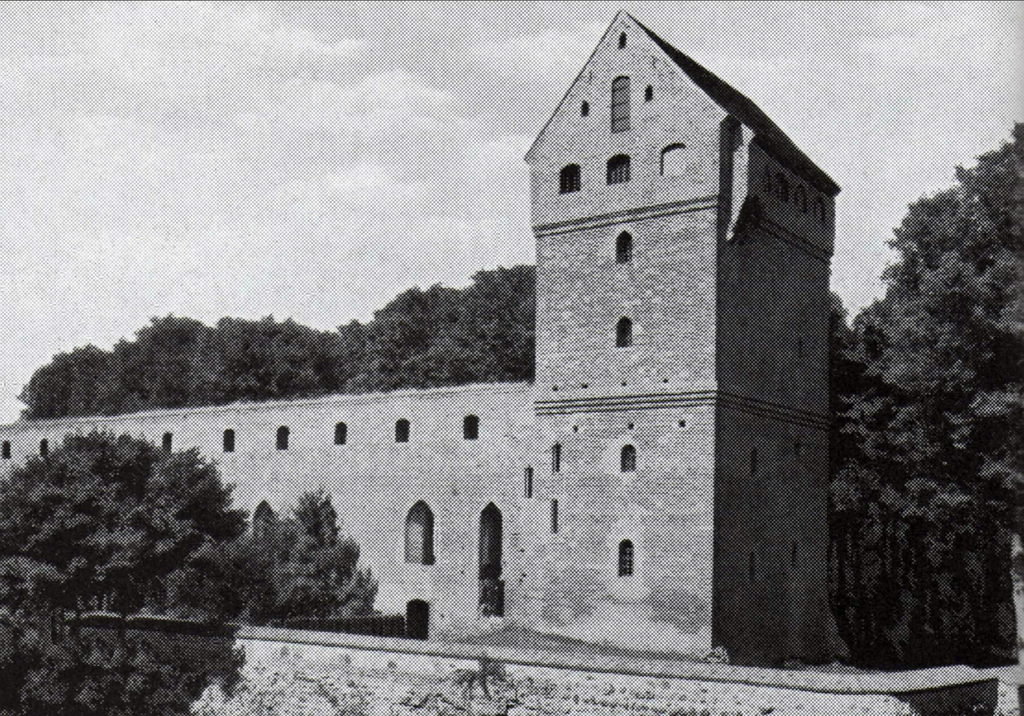
Außenmauer der Vorburg
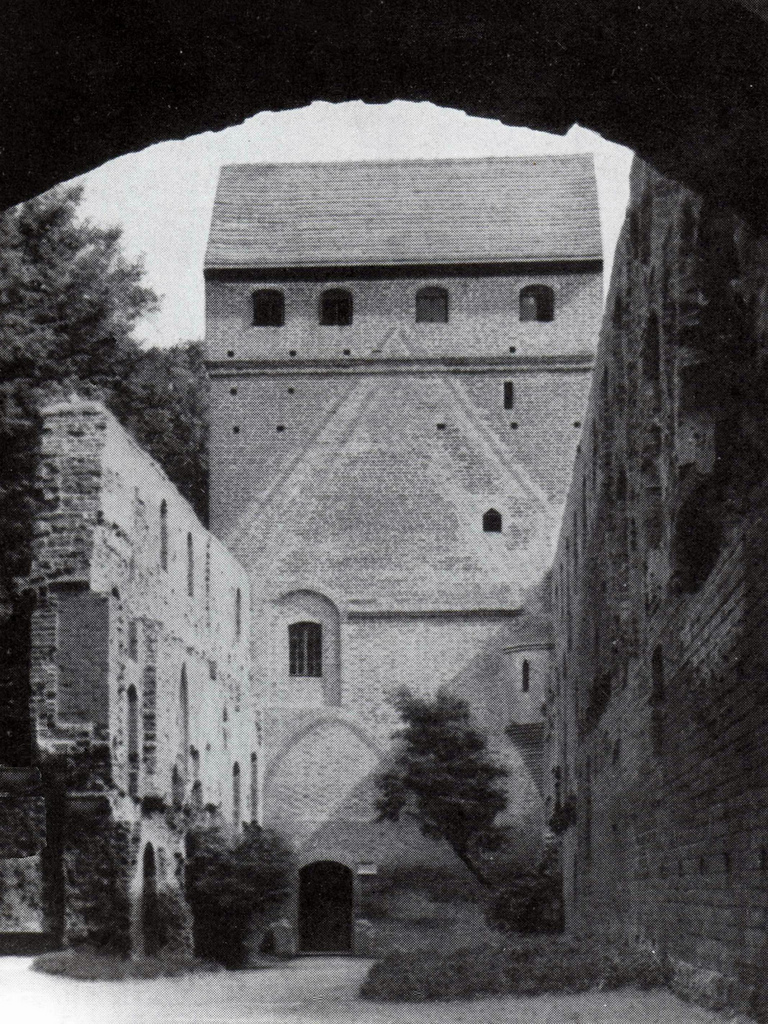
Vorburg, Innenraum
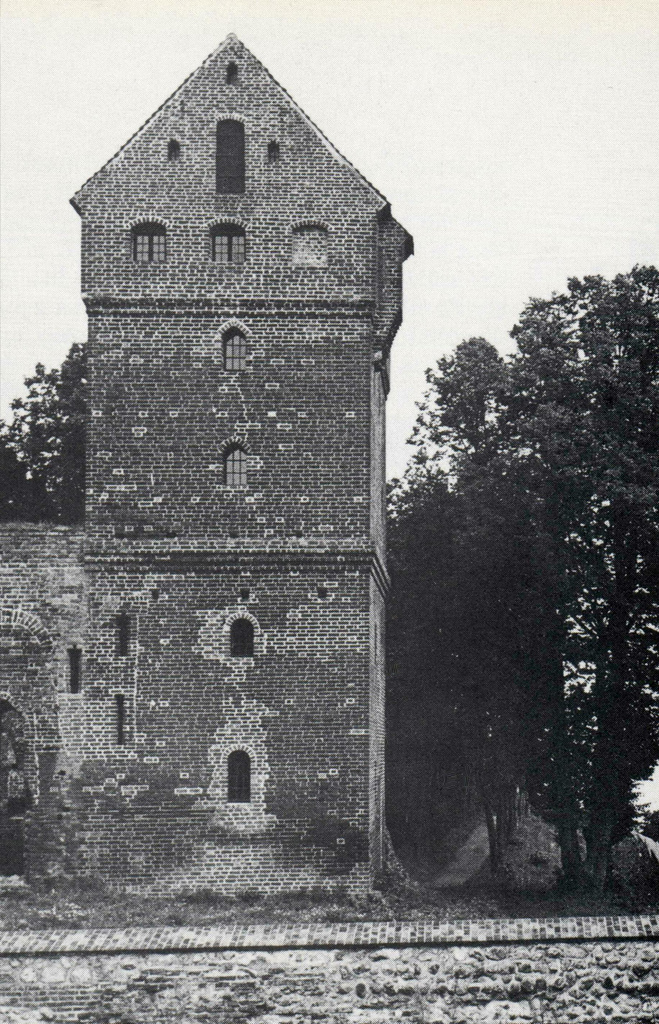
Burgturm

Der schwedische König Gustav II. Adolf nutzte die Burg im Ersten Schwedenkrieg ab 1626 als Magazin. Um Baumaterial für die Feste Pillau zu beschaffen, wurden Teile der Burg ab 1627 abgebrochen. Von 1700 an ließ König Friedrich I. in Balga Steine zum Festungsbau in Pillau brechen; bis Ende des 18. Jahrhunderts war das Haupthaus bis auf Reste des Fundaments abgetragen. Von der Vorburg blieben ein Wartturm und ein verfallener Flügel übrig.
Zu der Burg gehörten ein Gut und die kleine Ortschaft Balga, die eine evangelische Kirche hatte. Im Dorf Balga lebten Kleinbauern, Gärtner, Fischer und später auch Seefahrer-Familien. Von Balga aus wurde im 18. Jahrhundert ein königliches Domänenamt verwaltet, das Amt Balga. Auf Bitten des Kronprinzen Friedrich schenkte König Friedrich Wilhelm die Amtshauptmannschaft Balga im Jahr 1736 dem Offizier Johann von Buddenbrock. Um 1785 umfasste das Amt Balga zwei Vorwerke und 60 Dörfer mit insgesamt 961 Haushaltungen. Aus dem Hof B, auf dem während der Ordenszeit bedeutende Pferde-, Vieh- und Schafzucht betrieben worden war, entstand die Domäne, die 1849 an die Familie von Glasow verkauft wurde und bis 1945 als Rittergut in ihrem Besitz blieb.

Ruine der Burg Balga im 21. Jahrhundert
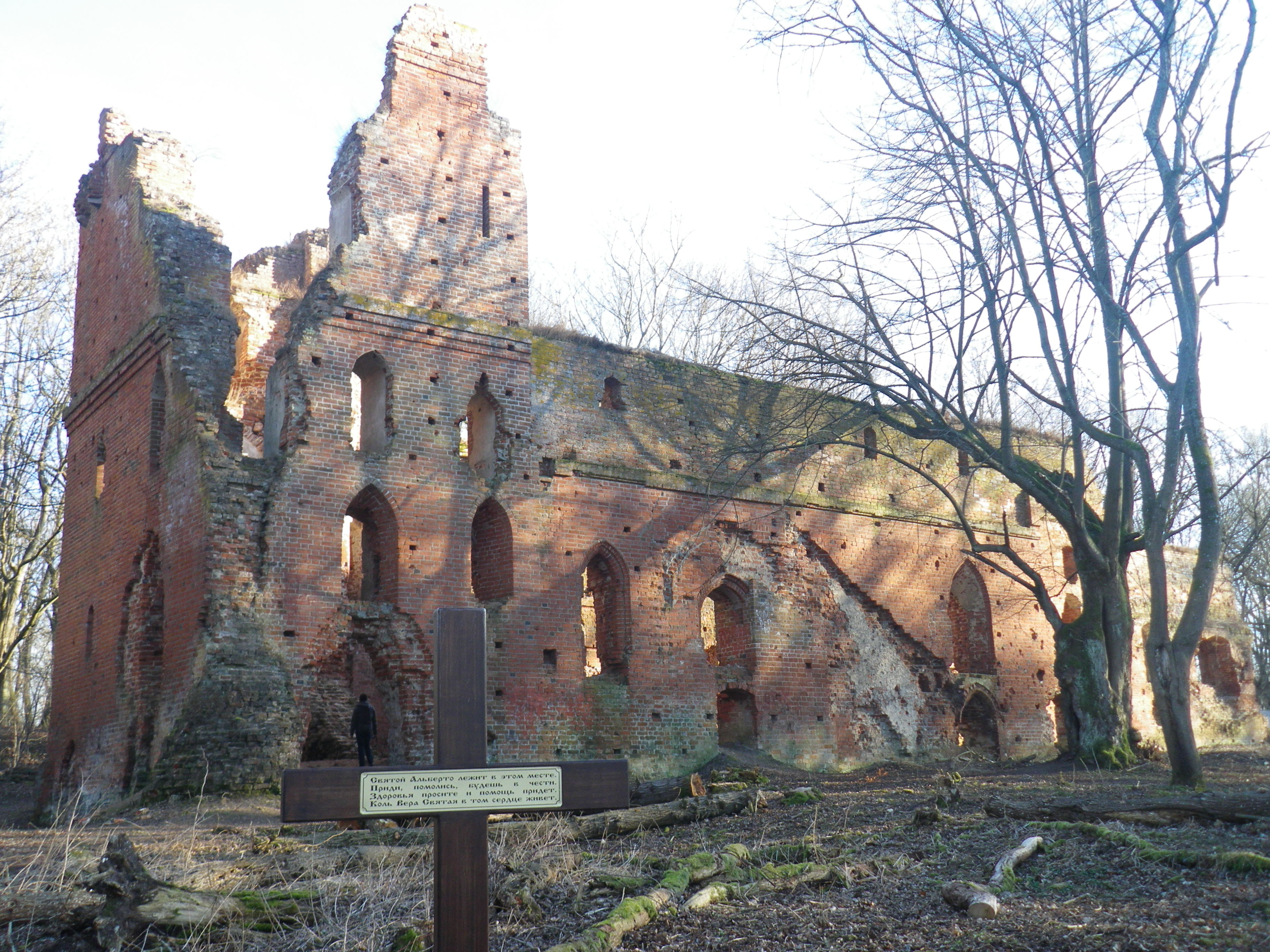
Reste des Turms und einer Mauer der Vorburg (2014)
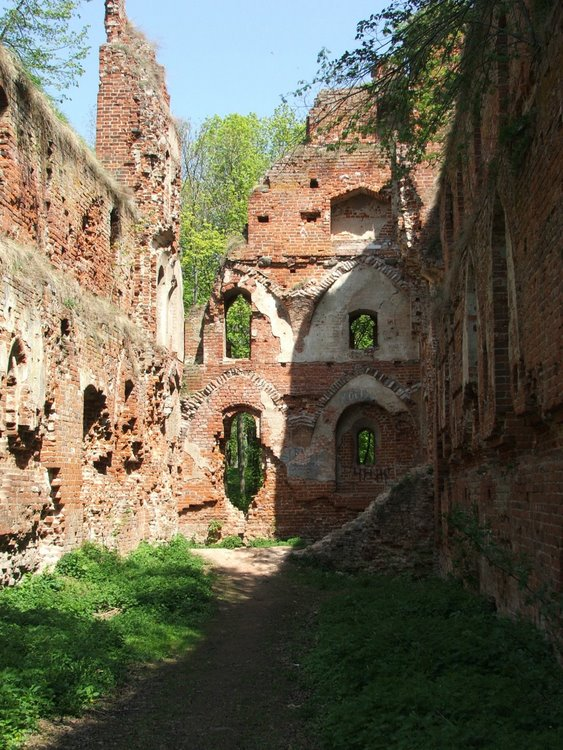
Vorburg, Innenraum (2006)
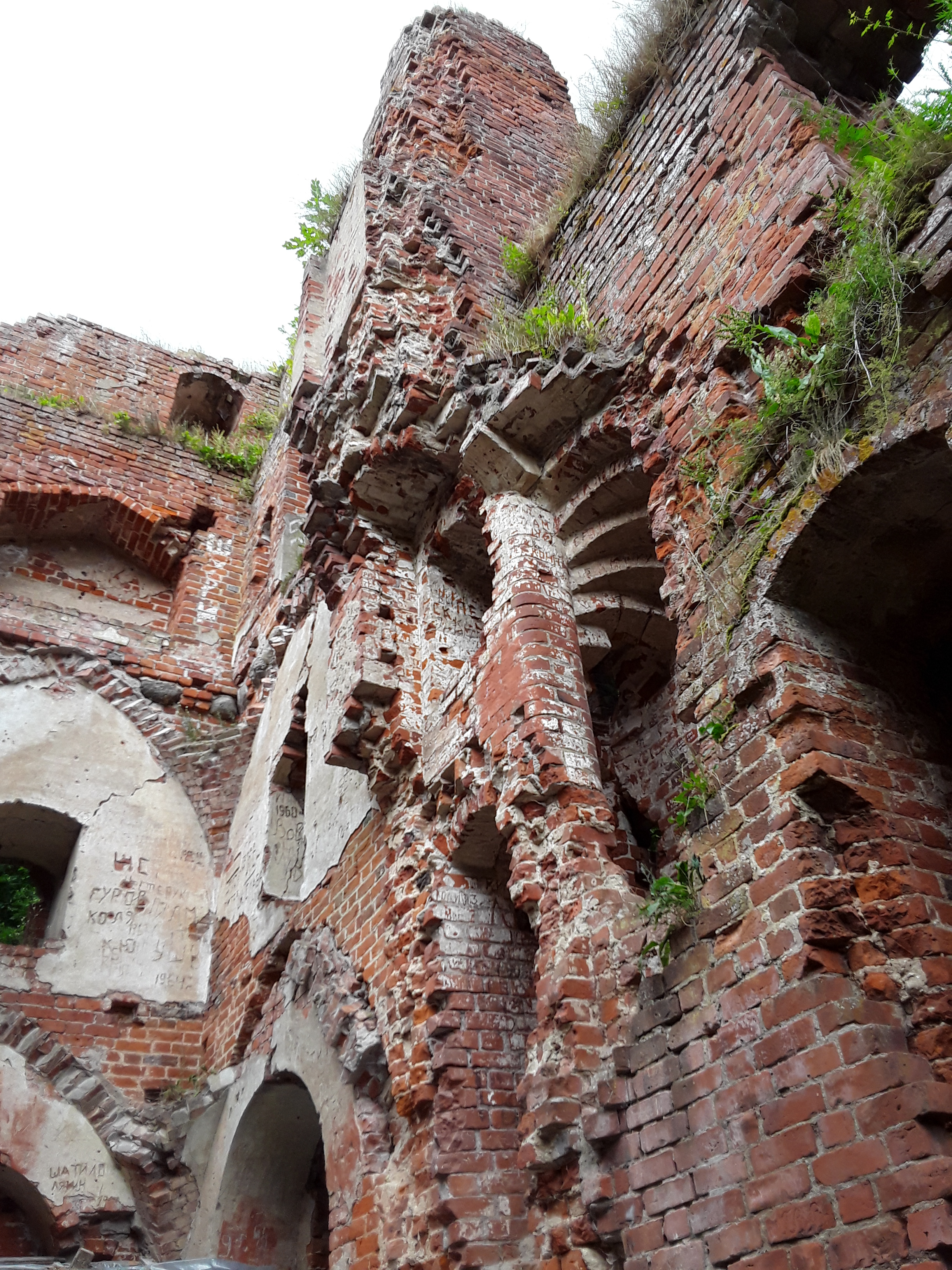
Reste des Treppenhauses (2018)

Im Jahr 1836 wurde dem Turm der Ruine ein neues Dach aufgesetzt; er wurde 1929 in alter Form wiederhergestellt. In seinen Stockwerken war im Zeitraum von 1931 bis 1945 ein Heimatmuseum untergebracht, das die Kreisverwaltung Heiligenbeil unterhielt. Die Dorfkirche hat ein eigentümliches Portal aus dem 1. Drittel des 14. Jahrhunderts. Zur 700-Jahr-Feier wurde vor dem Pfarrhaus ein Gedenkstein mit den Jahreszahlen »1239–1939« errichtet.
Die Ortschaft Balga gehörte bis zum Jahr 1945 zum Landkreis Heiligenbeil im Regierungsbezirk Königsberg der preußischen Provinz Ostpreußen im Deutschen Reich.
Gegen Ende des Zweiten Weltkriegs war Balga im März 1945 letzter Brückenkopf deutscher Heereseinheiten am östlichen Haffufer. Nach der Besetzung durch die Rote Armee wurde Balga zusammen mit der nördlichen Hälfte Ostpreußens von der Sowjetunion besatzungsrechtlich in eigene Verwaltung genommen.
Der restaurierte Burgturm wurde im Zweiten Weltkrieg erneut zerstört und ist heute eine Ruine. Von Balga aus waren bei Niedrigwasser noch lange nach 1945 im Haff versunkene Panzer, Autos und Fuhrwerke zu sehen. In der Nähe der Schlossruine besteht heute ein kleines Privatmuseum.

### Demographie
| Jahr | Einwohner | Anmerkungen |
| ---- | --------- | --- |
| 1782 | –         | königlicher Flecken mit einer Kirche, dem Sitz des Domänenamts sowie zwei Amtsvorwerken und einer Mühle, 60 Feuerstellen (Haushaltungen)                        |
| 1816 | 539       | Flecken und Erbpacht-Vorwerk |
| 1831 | 678       | davon 441 im Marktflecken in 58 Häusern und 237 im Vorwerk in zehn Häusern                                                                                      |
| 1852 | 692       | savon 628 im Marktflecken und 64 im Vorwerk |
| 1858 | 935       | davon 699 im Marktflecken (697 Evangelische und zwei Katholiken) und 236 im Gutsbezirk (234 Evangelische und zwei Katholiken)                                   |
| 1864 | 992       | am 3. Dezember, davon 719 im Marktflecken und 273 im Gutsbezirk                                                                                                 |
| 1867 | 928       | am 3. Dezember, davon 685 im Marktflecken und 243 im Gutsbezirk                                                                                                 |
| 1871 | 953       | am 1. Dezember, davon 699 im Marktflecken (693 Evangelische, drei Katholiken und drei sonstige Christen) und 254 im Gutsbezirk (sämtlich Evangelische)          |
| 1885 | 872       | am 1. Dezember, davon 635 im Marktflecken (631 Evangelische, drei Katholiken und eine sonstige christliche Person) und 237 auf der Burg (sämtlich Evangelische) |
| 1900 | 846       | [ 23 ] |
| 1910 | 702       | davon 483 in dem Marktflecken und 219 im Gutsbezirk |
| 1933 | 729       | [ 25 ] |
| 1939 | 753       | [ 25 ] |

### Amtsbezirk Balga
Zwischen 1874 und 1945 bildete Balga einen eigenen Amtsbezirk im Landkreis Heiligenbeil.
Dieser Amtsbezirk setzte sich am 11. Juni 1874 aus den Landgemeinden Balga Flecken, Kahlholz  und Wolitta  sowie den Gutsbezirken Balga Vorwerk, Lokehnen, Mükühnen (Moskowskoje, früher: Nekrassowo), Partheinen, Weßlienen, Wolittnick und Wolittnick Mühle zusammen.
Aufgrund von Aus- und Umgliederungen sowie gemeindlichen Veränderungen (zum Beispiel durch Auflösung der Gutsbezirke) änderten sich in der Folgezeit die Zugehörigkeiten. Am 1. Januar 1931 waren dann bis 1945 fünf Landgemeinden in den Amtsbezirk Balga eingegliedert: Balga, Follendorf (Rybakowo), Groß Hoppenbruch (Snamenka), Kahlholz und Wolitta.

## Burgruine
Die Burg war eine der stärksten im Ordensland. Die Anlage hatte einen unregelmäßigen Grundriss. Die Hauptteile der Burg erstrecken sich im Süden, Osten, und Norden und entsprechen eher einem in Abschnitten geknickten Flügel. Nach Westen bestand zunächst wohl nur eine einfache Wehrmauer, an die in einer zweiten Bauphase ein weiterer Flügel angesetzt wurde. Für die Fundamente wurde Feldstein, für das  aufgehende Mauerwerk Backstein verwendet. Der Bau hatte viele und reich gestaltete Profilsteine an Fenstern, Portalen, und Gewölberippen, auch rot, gelb und grün glasierte Formsteine. Der Backstein wurde im wendischen Verband gemauert. Um den Innenhof erstreckt sich ein gemauerter Kreuzgang. In den Quellen sind mehrere Türme in der Burg genannt und noch am Ende des 17. Jahrhunderts ist ein „alter Thurm im Stock“ erwähnt. Der genaue Standort und die Form des Turmes ist jedoch unbekannt. Der Dansker befand sich an der Westseite, am Abhang zum Haff hin. Aus den Quellen geht hervor, dass sich im Erdgeschoss des nordöstlichen Bauteils neben dem
Tor die Speisekammer und die Küche befanden, an die die Brauerei anschloss. Steinbrecht hat die Raumstruktur des Haupthauses
folgendermaßen rekonstruiert: Kapelle im südlichen Abschnitt, wo sich Skulpturreste finden, anschließend im südöstlichen Abschnitt der Remter und im Nordosten der Kapitelsaal.

## Verkehr
Von der russischen Fernstraße A 194 (ehemalige Reichsstraße 1, heute auch Europastraße 28) zweigt nordöstlich von Mamonowo (Heiligenbeil) bei Bogdanowka (Gnadenthal) eine Nebenstraße in nördliche Richtung über Snamenka (Groß Hoppenbruch) nach Balga ab.
Snamenka ist auch Bahnstation an der Bahnstrecke von Malbork (Marienburg) nach Kaliningrad der früheren Preußischen Ostbahn.

## Kirche

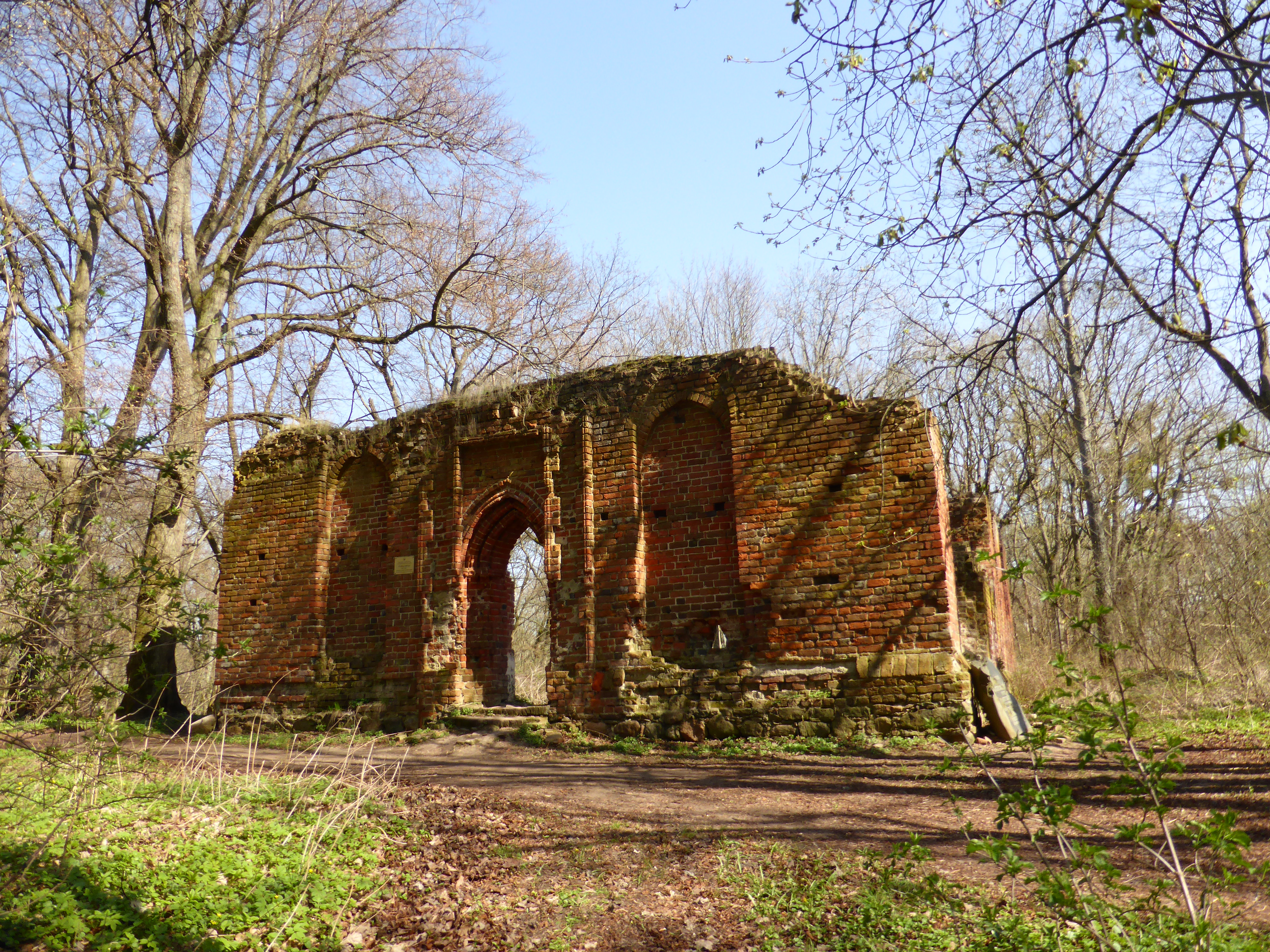
Ruine der Kirche von Balga

### Kirchspiel
Balga war ein alter Kirchort und gehörte bei überwiegend evangelischer Einwohnerschaft bis 1945 zum Kirchenkreis Heiligenbeil (Mamonowo) in der Kirchenprovinz Ostpreußen der Kirche der Altpreußischen Union. Die Dorfkirche St. Nikolaus ist als Ruine erhalten. Dem Kirchspiel waren 12 Orte angegliedert:
| - Balga (Wessjoloje) - Follendorf (Rybakowo) - Groß Hoppenbruch (Snamenka) - Kahlholz (Losowoje) - Lindenberg - Newecken (Timirjasewo) | - Rensegut (Lossewo) - Ritterthal - Romansgut - Schneckenberg - Schrangenberg - Wolitta (Utkino) |

### Pfarrer
Von der Reformation bis zum Jahre 1945 amtierten in Balga als evangelische Pfarrer:
| - NN. Blasius, 1547 - N. Artopäus, ab 1556 - Simon Scolius, 1556–1594 - Tobias Scolius, 1594–1599 - Balthasar Siegfried, 1599–1616 - Johann Bilauck, 1623–1655 - Bernhard Reimann, 1655–1658 - Christoph Schönfeldt sen., 1658–1702 - Christoph Schönfeldt jun., 1702–1715 - Christoph Gottsched, 1715–1737 - Michael Freytag, 1737–1738 | - Johann Jakob Schumann, 1739–1765 - Jacob Heinrich Albeck, 1766–1800 - Bernhard Heubach, 1800–1810 - Carl Friedrich Copinus, ab 1810 - Julius Otto Th. Steinwender, 1844–1880 - Johann E. Richard Schneller, 1881–1905 - Wilhelm Hugo Kurt Korn, 1905–1909 - Johannes Th. W. Sterner, 1910–1931 - Kurt Becker, 1933–1945 |

## Trivia
In Balga spielt das Märchen von den zwei Königskindern, die nicht zusammenkommen konnten.

## Persönlichkeiten des Ortes
- Werner III. von Battenberg (um † 1277), späterer Deutschmeister des Deutschen Ordens, war 1257 Komtur von Balga.
- Ulrich Fricke (lat. Ulricus Vricke), war vom 4. August 1361 bis zum 9. August 1371 Komtur von Balga.[28]
- Ulrich von Jungingen († 1410), Hochmeister des Deutschen Ordens, wurde 1396 Komtur von Balga.
- Georg von Polenz (1478–1550), Bischof von Samland, Reformator, verstarb auf der Burg Balga.
- Johann von Buddenbrock (1707–1781), Amtshauptmann von Balga
- Arthur Rentel (1869–1951), Verwaltungsbeamter und Versicherungsmanager

### Digitalisiertes geschichtswissenschaftliches Schrifttum
in umgekehrter Reihenfolge des Erscheinens
- Adolf Boetticher: Die Bau- und Kunstdenkmäler der Provinz Ostpreußen. Band 2: Die Bau- und Kunstdenkmäler in Natangen. 1898, S. 17–21 (Google Books).
- Agathon Harnoch: Chronik und Statistik der evangelischen Kirchen in den Provinzen Ost- und Westpreußen. Nipkow, Neidenburg 1890, S. 106–107 (Google Books).
- Adolf Rogge: Das Amt Balga. Beiträge zu einer Geschichte des Heiligenbeiler Kreises. In:  Neue Preußische Provinzial-Blätter. Vierte Folge. Band 5, Königsberg i. Pr. 1868, S. 115–140 (Google Books); Band 6, Königsberg i. Pr. 1869, S. 116–141 (Google Books), und  S. 463–508 (Google Books); Band 7, Königsberg i. Pr. 1870, S. 97–139 (Google Books), und S. 603–647 (Google Books); Band 8, Königsberg i. Pr. 1871, S. 315–336 (Google Books), und S. 701–718 (Google Books); Band 9, Königsberg i. Pr. 1872, S. 97–112 (Google Books).
- August Eduard Preuß: Preußische Landes- und Volkskunde oder Beschreibung von Preußen. Ein Handbuch für die Volksschullehrer der Provinz Preußen, so wie für alle Freunde des Vaterlandes. Gebrüder Bornträger, Königsberg 1835, S. 518–519 (Google Books).
- Daniel Heinrich Arnoldt: Kurzgefaßte Nachrichten von allen seit der Reformation an den lutherischen Kirchen in Ostpreußen gestandnen Predigern. Königsberg 1777, S. 208–209  (Google Books).
- Martin Zeiller: Balga. In: Matthäus Merian (Hrsg.): Topographia Electoratus Brandenburgici et Ducatus Pomeraniae (= Topographia Germaniae. Band 13). 1. Auflage. Matthaeus Merians Erben, Frankfurt am Main 1652, S. 9 (Volltext [Wikisource]).